# 原えりか
原 えりか（はら えりか、2001年11月20日 - ）は、競技麻雀のプロ雀士。兵庫県出身。
日本プロ麻雀連盟関西本部所属。団体内の段位は初段。

## 経歴
- 2023年、近代麻雀の読者アンケートにて同年の6月号を買い占めて話題になった[1]。

## リンク
- 原えりか (@hara_erika_) - X（旧Twitter）